# Zeki Amdouni
Zeki Amdouni (ur. 4 grudnia 2000 w Genewie) – szwajcarski piłkarz tureckiego pochodzenia występujący na pozycji napastnika, reprezentant Szwajcarii.

## Kariera piłkarska

### Kariera klubowa
Zeki Amdouni jako junior był zawodnikiem Servette FC, Meyrin FC oraz Étoile Carouge FC.
W czerwcu 2021 podpisał kontrakt z FC Lausanne-Sport, przenosząc się z FC Stade Lausanne-Ouchy, gdzie grał przez dwa sezony.
24 czerwca 2022, Zeki Amdouni został wypożyczony na dwa lata do FC Basel, z opcją wykupu zawodnika. W kolejnym roku, szwajcarski klub podjął decyzję o wykupie zawodnika za 4 miliony euro i Amdouni podpisał z nimi czteroletni kontrakt. Jednakże 17 lipca 2023 FC Basel potwierdziło, że mimo że zawodnik podpisał umowę z klubem, to prowadzi negocjacje z innym zespołem i przechodzi tam testy medyczne. Transfer został potwierdzony dwa dni później – Zeki Amdouni podpisał nowy kontrakt z Burnley F.C. obowiązujący do końca czerwca 2028. Angielski klub wykupił zawodnika z FC Basel za 18,6 miliona euro.

### Kariera reprezentacyjna
Zeki Amdouni urodził się w Szwajcarii, jednakże jego ojcem jest Turek, a matką Tunezyjka. Amdouni początkowo grał w reprezentacji Szwajcarii U-20, następnie rozegrał jedno spotkanie w reprezentacji Turcji U-21, po czym ponownie przeszedł do reprezentacji Szwajcarii, tym razem U-21.
W seniorskiej reprezentacji zadebiutował 27 września 2022 w meczu przeciwko Czechom w ramach rozgrywek Ligi Narodów.